# Chlorochaeta hypolampes
Chlorochaeta hypolampes là một loài bướm đêm trong họ Geometridae.